# Еван Мікем
Еван Мікем (англ. Evan Mecham; 12 травня 1924, Душейн, Юта — 21 лютого 2008, Фінікс, Арізона) — американський політик, 17-й губернатор Арізони.

## Біографія
Народився 12 травня 1924 року в Душейні (штат Юта), шоста дитина у мормонській фермерській родині. Під час Другої світової війни був льотчиком на Європейському театрі військових дій, збитий у березні 1945 року, провів 22 дні у німецькому полоні. Повернувшись після війни додому, одружився і зайнявся продажем автомашин, навчався в Університеті штату Юта та в Університеті штату Арізона, але не закінчив їх. У 1960-ті роки двічі обирався в Сенат Арізони, чотири рази безуспішно брав участь у губернаторських виборах в Аризоні, і тільки в листопаді 1986 року п'ята спроба виявилася успішною — в кампанії брали участь три сильні кандидати, і Мічему для перемоги вистачило 40 % голосів. У січні 1987 року обійняв посаду, де однією з найпомітніших його діянь стала скасування святкування у штаті Дня Мартіна Лютера Кінга. Вже у квітні 1988 року став першим губернатором в історії Арізони, відстороненим з посади за звинуваченнями в шахрайстві з пожертвами на його виборчу кампанію, але відкидав усі звинувачення та пояснював проведення проти нього процедури імпічменту політичними причинами (через два місяці після зняття з посади був виправданий за шістьма звинуваченнями в шахрайстві на загальну суму в 350 тисяч доларів). У літньому віці страждав на хворобу Альцгеймера, кілька років утримувався в Аризонському будинку ветеранів, останні тижні життя провів у хоспісі, де помер 21 лютого 2008.